# Pierre Davantès le jeune
Pierre Davantès le jeune est un libraire actif à Genève et à Bâle dans le troisième quart du XVIe siècle.

## Biographie
Il est fils de Jean Davantès, dit de La Helete, et probablement né à Rabastens (Hautes-Pyrénées), diocèse de Tarbes comme le fut son frère aîné Pierre Davantès l'aîné. Celui-ci, mort le 31 août 1561, fit de Pierre le jeune son héritier universel dans son testament. La date du décès de Pierre le jeune (après 1573) n’est pas connue.

## Carrière

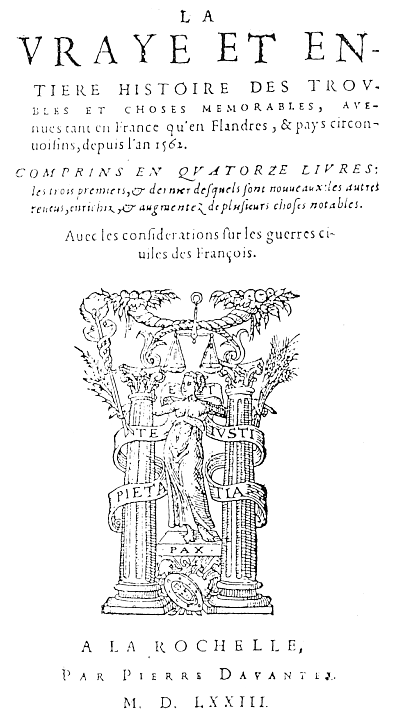
Page de titre de L'Histoire des troubles de La Popelinière (Genève, 1573, avec une fausse adresse à La Rochelle).

Sa carrière est celle d'un libraire, qui fait aussi imprimer de temps en temps un livre à son adresse. Elle se situe à Genève entre 1561 et 1573 environ. Des sources d’archives genevoises le citent comme « marchand libraire frecquentant les foyres d'Allemagne et de la Suysse », et des actes le concernant ont été repérés en 1563, 1565, 1568 et 1572. Entre 1563 et 1572 il est connu comme faisant du trafic de librairie à la foire de Francfort ou à Leipzig ; il est alors en relation avec les grands marchands libraires Laurent de Normandie, Antoine Vincent ainsi qu'avec les imprimeurs Henri Estienne et Christophe Plantin.
Peu d’éditions sont connues à son adresse :
- Sommaire recueil des signes sacrez, sacrifices et sacremens instituez de Dieu depuis la creation du monde. Et de la vraye origine du sacrifice de la messe. – [Genève ? Pierre Davantès]. 1561. - 8°, 80 f.[3]

Édition peut-être attribuable à son frère Pierre Davantès l'aîné, d’après la marque typographique.
- Lancelot Voisin de La Popelinière. La vraye et entière histoire des troubles et choses mémorables advenues tant en France qu'en Flandres, & pays circonvoisins, depuis l'an 1562. Etc. – Bâle : pour Pierre Davantès, 1572. – 8°, [46]-481-[94] p.

Réédition augmentée de l’édition parue à Cologne en 1571 (qui ne contenait que dix livres, celle-ci quatorze). Cette seconde édition aurait été imprimée à Caen.
- Du même : La vraye et entiere histoire des troubles et choses memorables, avenues tant en France qu'en Flandres, et pays circonvoisins, depuis l'an 1562 […] – [Genève] « La Rochelle » : [Jacob Stoer pour Gaspard de Hus &] Pierre Davantès [le jeune]. 1573. – 8°,  [20]-426-[34] f.[4]

La demande de permis d’imprimer est déposée par le libraire Gaspard de Hus auprès du Conseil de Genève le 20 novembre 1572 ; on est donc sûr qu’il s’agit d’une impression genevoise.
- Martin Du Bellay & Guillaume Du Bellay. Les memoires de Messire Martin du Bellay seigneur de Langey. Contenans le discours de plusieurs choses advenues au Royaume de France, depuis l'an M. D. XII. jusqu'au trespas du Roy François premier [...] Œuvre mis nouvellement en lumiere, et presenté au Roy par Messire René du Bellay... – [Genève] « La Rochelle » : [Jacob Stoer pour] Pierre Davantès [le jeune], 1573. - 8°, [16]-1171-[29] p.[6]

C’est la réémission de l'édition de 1571 imprimée par Jacques Soer pour Mareschal, avec le premier cahier recomposé. Une demande d’imprimer a été introduite par Jacob Stoer le 12 février 1573.